# Шадурський Микола
Шаду́рський Мико́ла, галицький церковний діяч другої половини 18 ст., висвячений 1751, генеральний візитатор.
Навчався у богословських студіях Львова і на дворічних на правничім відділі краківської Академії. Після її закінчення, у 1751 році, висвячений на світського священника.
Був секретарем консисторії і генеральним прокуратором кам'янецької дієцезії та протопресвітером катедральної церкви в Камінці-Подільськім. У 1760 році став надвірним суддею при львівському єпископі, а в 1761 році — візитатором львівської дієцезії.
У 1758—1765 роках з доручення єпископа Л. Шептицького відбув візитацію Львівської єпархії.
Залишив 6 тт. актів візитації, які дають образ життя духовенства і села тих часів. Вони написані польською мовою, зберігалися в Національному Музеї імені митрополита Шептицького у Львові.